# Rue Bausset
La rue Bausset est une voie du 15e arrondissement de Paris, en France.

## Situation et accès

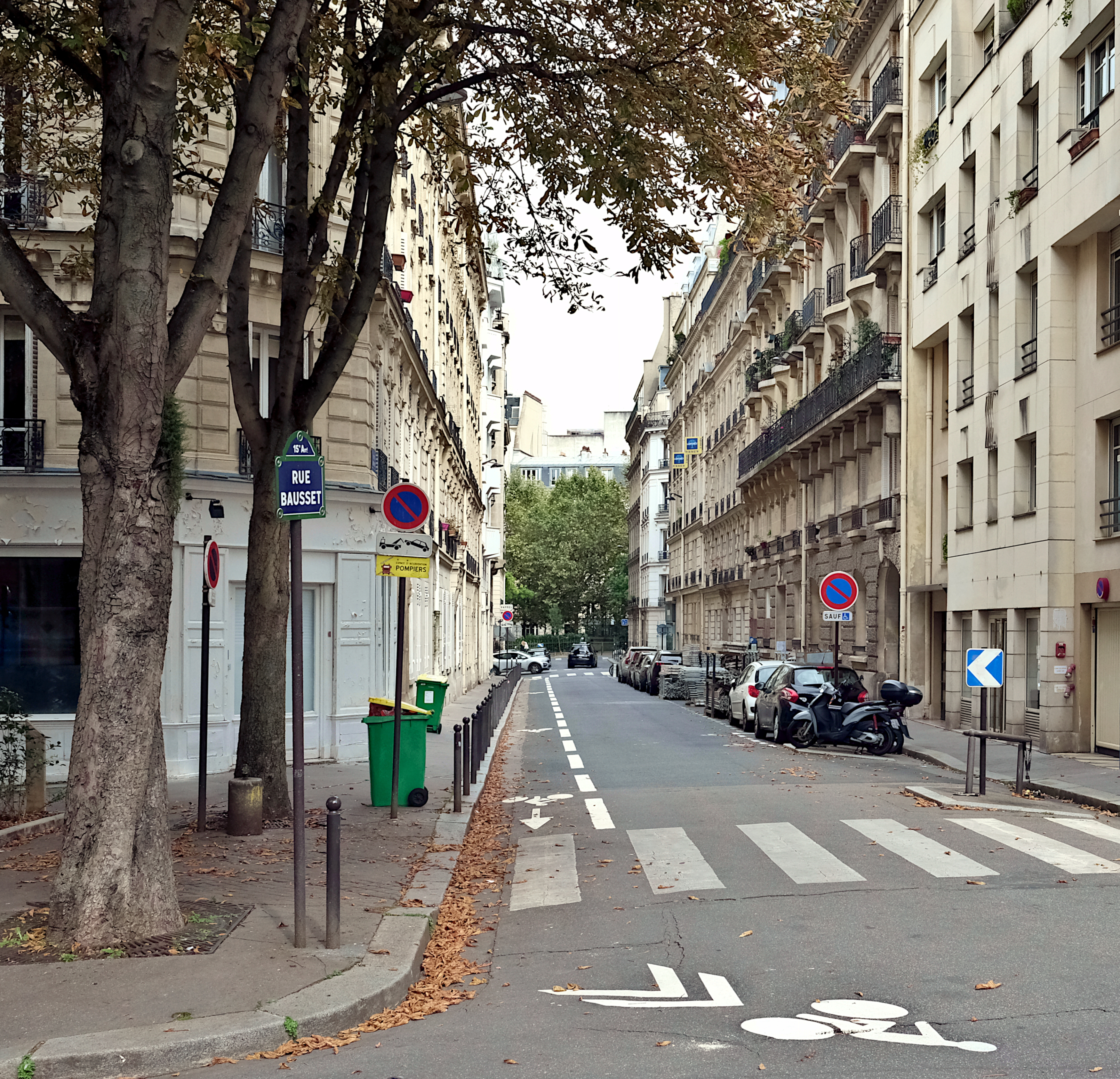
La rue en 2024.

La rue Bausset est une voie publique située dans le 15e arrondissement de Paris. Elle débute au 8, place Adolphe-Chérioux et se termine au 77, rue de l'Abbé-Groult.
Elle traverse la rue Gerbert.

## Origine du nom
Elle doit son nom au cardinal et homme de lettres Louis-François de Bausset (1748-1824).

## Historique
Ancienne rue de la commune de Vaugirard, elle est ouverte en 1851 sous le nom de la « rue Saint-Nicolas ». Cette rue a intégré la nomenclature des rues de Paris par décret du 23 mai 1863 et a pris son nom actuel le 24 août 1864.

## Bâtiments remarquables et lieux de mémoire
- Au no 7 : le peintre Paul-Louis Delance eut ici son atelier et y mourut en 1924.
- Au no 9 se trouvait la maison de l'éditeur Bernard Privat[2].
- Au no 14 : immeuble avec porte Art nouveau.

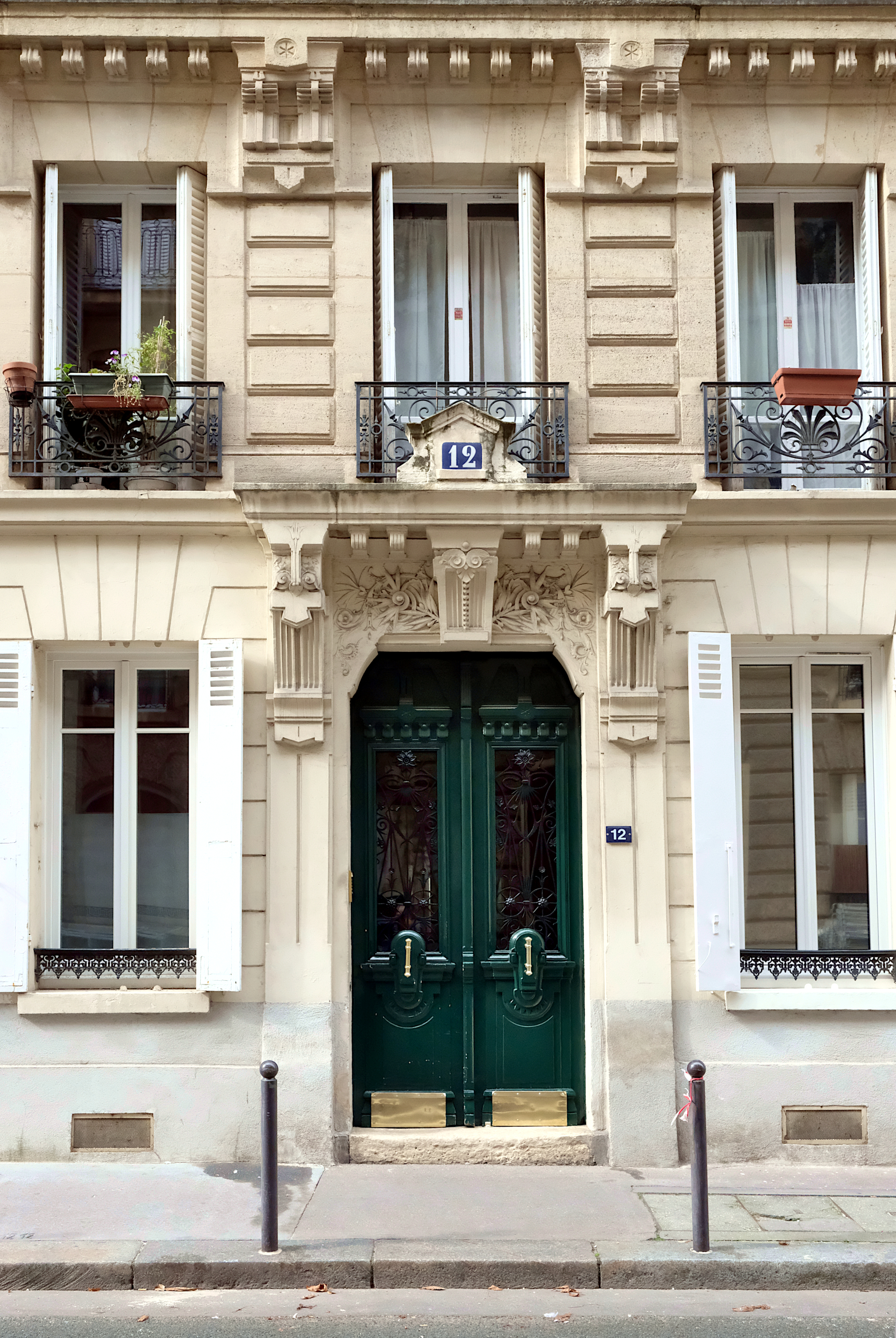
N°12.
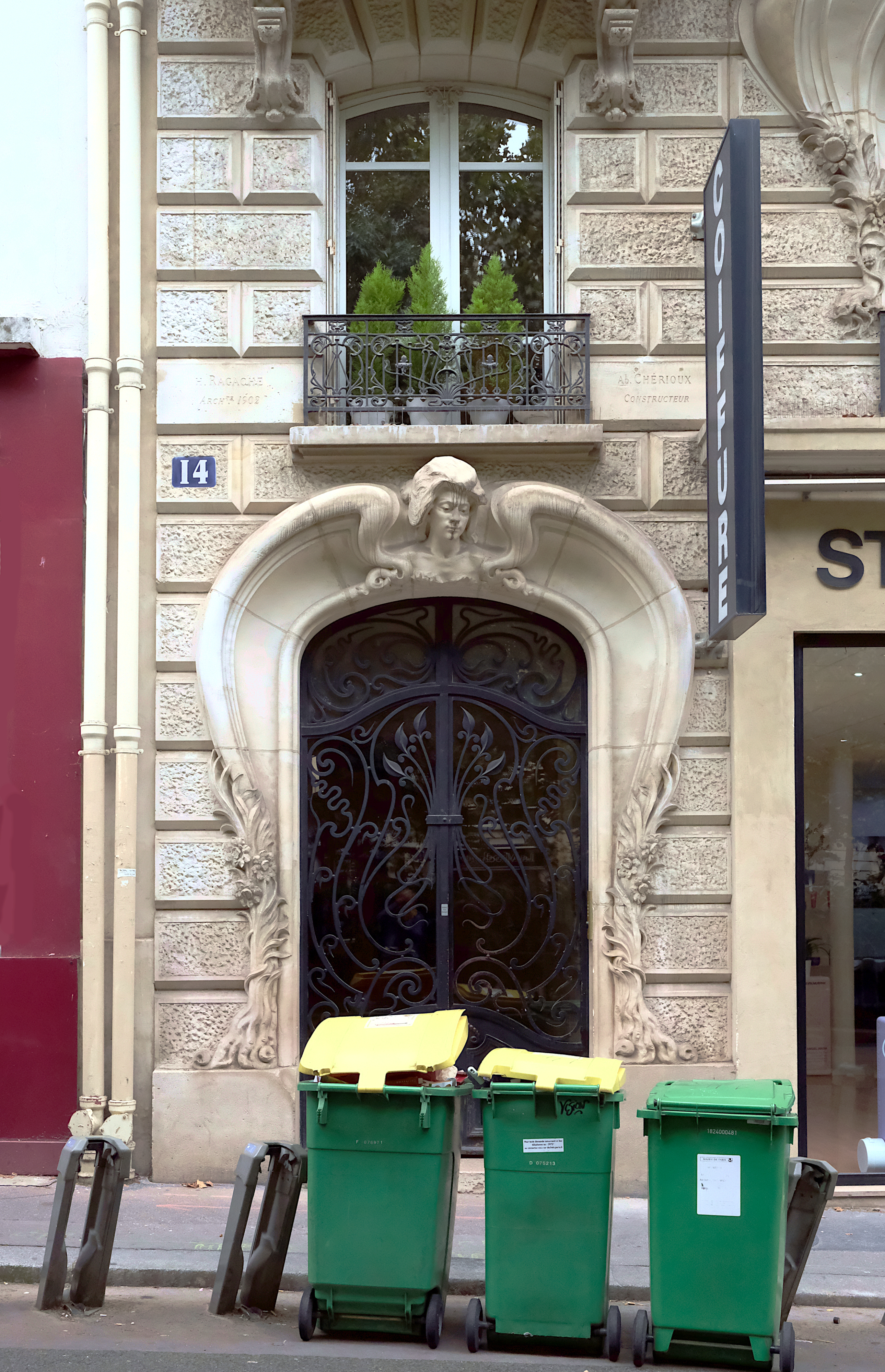
N°14.